# Гомотопомеризація

Гомотопомеризація

Го́мотопомериза́ція (рос. гомотопомеризация, англ. homotopomerization) — топомеризація, внаслідок якої відбувається переташування гомотопних атомів у молекулі, тобто таких, які знаходяться в структурно еквівалентних положеннях (приклад — на рис.).